# Knocked Loose
I Knocked Loose sono un gruppo musicale metalcore statunitense originario del Kentucky e attivo dal 2013.

## Formazione
Attuale
- Bryan Garris – voce (2013–presente)
- Isaac Hale – chitarra, cori (2013–presente)
- Kevin Otten – basso (2013–presente)
- Kevin "Pacsun" Kaine – batteria (2015–presente)
- Nicko Calderon – chitarra (2020–presente)

Ex membri
- Cole Crutchfield – chitarra, cori (2015–2020)

## Discografia

### Album in studio
- 2016 – Laugh Tracks (Pure Noise)
- 2019 – A Different Shade of Blue (Pure Noise)
- 2024 – You Won't Go Before You're Supposed To (Pure Noise)

### EP
- 2014 – Pop Culture
- 2015 – Knocked Loose/Damaged Goods (split con i No Luck)
- 2019 – Mistakes Like Fractures
- 2021 – A Tear in the Fabric of Life